# Günter Weimer
Günter Weimer (Estrela, 1939) é um arquiteto, escritor, professor universitário e pesquisador brasileiro.

## Biografia
Weimer formou-se em Arquitetura em 1963 pela Universidade Federal do Rio Grande do Sul (UFRGS), continuando seus estudos na Alemanha, onde se especializou em 1967 em Desenho Industrial pela Hochschule für Gestaltung. Obteve grau de mestre em História da Cultura em 1981 pela Pontifícia Universidade Católica do Rio Grande do Sul (PUCRS) e de doutor em Arquitetura e Urbanismo pela Universidade de São Paulo (USP) em 1990.
É professor da UFRGS e da PUCRS, já deu aulas na UNISINOS, UFPR, UFSC e UnB. Já escreveu inúmeros artigos para publicações especializadas; produziu capítulos ou seções para obras coletivas; apresentou dezenas de trabalhos completos em seminários e congressos; mantém ativa prática da arquitetura e do urbanismo, interessando-se também por aspectos históricos e patrimoniais da arquitetura; e foi autor ou organizador de mais de quarenta livros.

## Principais obras
- A Arquitetura da Imigração Alemã - Um Estudo sobre a Adaptação da Arquitetura Centro-Europeia ao Meio Rural do Rio Grande do Sul, 1983.
- A Arquitetura Modernista em Porto Alegre, entre 1930 e 1945, 1998.
- Síntese Rio-Grandense: A Arquitetura, 1999.
- Origem e Evolução das cidades rio-grandenses, 2004.
- Arquitetura Erudita da Imigração Alemã no Rio Grande do Sul, 2004.
- Arquitetos e Construtores no Rio Grande do Sul - 1892/1945, 2004.
- Arquitetura Popular da Imigração Alemã, 2005.
- Arquitetura Popular Brasileira, 2005.

## Críticas
Seu último livro Arquitetura Popular Brasileira (2005) recebeu algumas críticas sobre certas formulações difusionistas do autor e por seu caráter folclórico e mítico, no trato do campo da arquitetura popular no Brasil. 